# Kanton Heuchin
Der Kanton Heuchin war bis 2015 ein französischer Wahlkreis im Arrondissement Arras, im Département Pas-de-Calais und in der Region Nord-Pas-de-Calais. Sein Hauptort war Heuchin. Vertreter im Generalrat des Départements war zuletzt von 2006 bis 2015 Jean-Marie Olivier.
Der Kanton umfasste Wahlberechtigte aus 32 Gemeinden:
| Gemeinde              | Einwohner Jahr | Fläche km² | Bevölkerungsdichte | Code INSEE | Postleitzahl |
| --------------------- | -------------- | ---------- | ------------------ | ---------- | ------------ |
| Anvin                 | 785 (2013)     | –          | – Einw./km²        | 62036      | 62134        |
| Aumerval              | 200 (2013)     | –          | – Einw./km²        | 62058      | 62550        |
| Bailleul-lès-Pernes   | 412 (2013)     | –          | – Einw./km²        | 62071      | 62550        |
| Bergueneuse           | 204 (2013)     | –          | – Einw./km²        | 62109      | 62134        |
| Bours                 | 598 (2013)     | –          | – Einw./km²        | 62166      | 62550        |
| Boyaval               | 132 (2013)     | –          | – Einw./km²        | 62171      | 62134        |
| Conteville-en-Ternois | 89 (2013)      | –          | – Einw./km²        | 62238      | 62130        |
| Eps                   | 257 (2013)     | –          | – Einw./km²        | 62299      | 62134        |
| Équirre               | 63 (2013)      | –          | – Einw./km²        | 62301      | 62134        |
| Érin                  | 197 (2013)     | –          | – Einw./km²        | 62303      | 62134        |
| Fiefs                 | 390 (2013)     | –          | – Einw./km²        | 62333      | 62134        |
| Fleury                | 128 (2013)     | –          | – Einw./km²        | 62339      | 62134        |
| Floringhem            | 877 (2013)     | –          | – Einw./km²        | 62340      | 62550        |
| Fontaine-lès-Boulans  | 93 (2013)      | –          | – Einw./km²        | 62342      | 62134        |
| Fontaine-lès-Hermans  | 120 (2013)     | –          | – Einw./km²        | 62344      | 62550        |
| Hestrus               | 248 (2013)     | –          | – Einw./km²        | 62450      | 62550        |
| Heuchin               | 553 (2013)     | –          | – Einw./km²        | 62451      | 62134        |
| Huclier               | 125 (2013)     | –          | – Einw./km²        | 62462      | 62130        |
| Lisbourg              | 576 (2013)     | –          | – Einw./km²        | 62519      | 62134        |
| Marest                | 288 (2013)     | –          | – Einw./km²        | 62553      | 62550        |
| Monchy-Cayeux         | 314 (2013)     | –          | – Einw./km²        | 62581      | 62134        |
| Nédon                 | 169 (2013)     | –          | – Einw./km²        | 62600      | 62550        |
| Nédonchel             | 244 (2013)     | –          | – Einw./km²        | 62601      | 62550        |
| Pernes                | 1625 (2013)    | –          | – Einw./km²        | 62652      | 62550        |
| Prédefin              | 212 (2013)     | –          | – Einw./km²        | 62668      | 62134        |
| Pressy                | 292 (2013)     | –          | – Einw./km²        | 62669      | 62550        |
| Sachin                | 321 (2013)     | –          | – Einw./km²        | 62732      | 62550        |
| Sains-lès-Pernes      | 281 (2013)     | –          | – Einw./km²        | 62740      | 62550        |
| Tangry                | 228 (2013)     | –          | – Einw./km²        | 62805      | 62550        |
| Teneur                | 287 (2013)     | –          | – Einw./km²        | 62808      | 62134        |
| Tilly-Capelle         | 159 (2013)     | –          | – Einw./km²        | 62818      | 62134        |
| Valhuon               | 580 (2013)     | –          | – Einw./km²        | 62835      | 62550        |